# Сагалович, Максим Владимирович
Максим Владимирович Сагалович (20 февраля 1915, Минск, Минская губерния, Российская империя — 1997) — советский драматург, художник, корреспондент, прозаик и сценарист, искусствовед. Член Союза писателей СССР (1951—1991).

## Биография
Родился 20 февраля 1915 года в Минске. В 1931 году поступил на декоративный факультет МХУ, который он окончил в 1934 году, после чего до 1940 года заведовал сектором искусств при ЦК ВЛКСМ, также работал художником. В 1940 году перешёл на журналистскую деятельность, работая корреспондентом в газетах «Комсомольская правда» и «Правда» и журнале «Пограничник» вплоть до 1946 года. Начиная с 1946 года начал писать сценарии научно-популярных фильмов, а позже и сценарии художественных фильмов.
Был женат на писательнице Галине Николаевой. Написал воспоминания о ней.

## Творчество

### Сценарист и драматург
Автор пьес «Государственный советник», «Крепость на границе» (совместно с Матвеем Тевелёвым), «Тихие физики». Писал сценарии к художественным фильмам исключительно по оригинальным текстам своей супруги.
- Сагалович М. В., Тевелев М. Г. Крепость на границе (Пограничники). — М.: ВУПОАП, 1945.
- 1959 — В степной тиши (оригинальный текст — Галина Николаева)
- 1961 — Битва в пути (оригинальный текст — Галина Николаева)
- 1964 — Гибель командарма. Трагедия в двух частях по одноименному рассказу Галины Николаевой. РГАЛИ. Ф. 2292 оп. 3 ед. хр. 117
- 1976 — Антон и Катерина. Заявка на полнометражный художественный фильм по мотивам рассказа Галины Николаевой «Гибель командарма». РГАЛИ. Ф. 2292 оп. 3 ед. хр. 120 (соавт. — А. Разумовский)

### Искусствовед
Автор исследования о жизни и творчестве Фернана Леже, на основе личного знакомства и архива художника. 
- Московский художественный театр и Советская Армия. М.: Искусство, 1950.
- По следам Фернана Леже. М.: Советский художник, 1983.